# 간닌
간닌(일본어: 寛仁)은 일본의 연호 중 하나이다.
- 전후 : 조와(長和) 이후 - 지안(治安) 이전.
- 시기 : 1017년 ~ 1020년
- 천황 : 고이치조 천황

## 개원
- 조와 6년 4월 23일(율리우스력 1017년 5월 21일)에 개원하여
- 간닌 5년 2월 2일(율리우스력 1021년 3월 17일) 지안으로 개원되었다.

## 출전
《회계기》(會稽記)의 "寛仁祐云云"에서 출전.

## 간닌 시기에 일어난 일
- 원년
  - 후지와라노 요리미치가 섭정직에 취임하였다.

## 서력과의 대조표
| 간닌        | 원년       | 2년        | 3년        | 4년        | 5년        |
| ----------- | ---------- | ---------- | ---------- | ---------- | ---------- |
| 서기 (西紀) | 1017년     | 1018년     | 1019년     | 1020년     | 1021년     |
| 간지 (干支) | 정사(丁巳) | 무오(戊午) | 기미(己未) | 경신(庚申) | 신유(辛酉) |

## 같이 보기
- 일본의 연호 일람

| 이전 조와 | 일본의 연호 1017년 ~ 1020년 | 다음 지안 |